# قصر ماري الملكي
قصر ماري الملكي هو قصر ملكي يعود تاريخه لمملكة ماري القديمة في بلاد الرافدين في شرق سوريا حالياً. تم اكتشافه من قبل عالم الآثار الفرنسي أندريه بارو في سنة 1935 وتواجدت فيه عدة ألواح مسمارية قديمة بلغ عددها أكثر من 25 ألف. ويعتقد أن تاريخ بناء القصر يعود للقرن ال18 ق م في فترة حكم الملك زميري ليم.